# Việt Nam tại Olympic Sinh học Quốc tế
Việt Nam tham gia IBO lần đầu tiên vào năm 1996 và đã đạt được những thành công đáng kể.
Năm 2000, Việt Nam giành tấm HCV Olympic Sinh học Quốc tế đầu tiên. Chủ nhân của tấm HCV này là Trương Quang Huy, học sinh lớp 12, trường THPT chuyên Tiền Giang Lưu trữ ngày 7 tháng 8 năm 2021 tại Wayback Machine, Tiền Giang.
Năm 2016, Việt Nam đã đăng cai tổ chức Olympic Sinh học Quốc tế lần thứ 27 tại Hà Nội từ ngày 17 – 24 tháng 7 năm 2016. Lần đăng cai này chứng kiến tấm HCV thứ hai của Việt Nam sau 16 năm kể từ 2000 với chủ nhân là Vũ Thị Chinh, học sinh lớp 12, trường THPT chuyên KHTN, ĐHQG Hà Nội.
Năm 2017, Trương Đông Hưng, học sinh lớp 12, trường THPT chuyên Quốc Học, Huế giành HCV Olympic Sinh học Quốc tế.
Năm 2018, đoàn Việt Nam giành 4/4 huy chương trong đó có 3 HCV, 1 HCB cùng "The First Winner" - giải thưởng dành cho thí sinh đạt số điểm cao nhất - Nguyễn Phương Thảo, học sinh lớp 12, trường THPT chuyên KHTN, ĐHQG Hà Nội (98,13/100).
Năm 2020, Hồ Việt Đức, học sinh lớp 12, trường THPT chuyên Quốc Học, Huế giành HCV Olympic Sinh học Quốc tế.
Năm 2021, Đặng Lê Minh Khang, học sinh lớp 12, trường THPT chuyên Lý Tự Trọng, Cần Thơ giành HCV Olympic Sinh học Quốc tế.
Năm 2024, đoàn Việt Nam giành 4/4 huy chương trong đó có 3 HCV, 1 HCB. Các học sinh Đặng Tuấn Anh, Nguyễn Tiến Lộc, học sinh lớp 12, trường THPT chuyên KHTN, ĐHQG Hà Nội và Nguyễn Sĩ Hiếu, học sinh lớp 12, trường THPT chuyên Trần Phú, Hải Phòng giành HCV Olympic Sinh học Quốc tế.

## Các đoàn học sinh Việt  Nam tại IBO
Chú thích:  = Huy chương Vàng;  = Huy chương Bạc;  = Huy chương Đồng;
Chú ý:  Bạn có thể sắp xếp nội dung theo các nhóm khi bấm vào ký hiệu ô vuông nhỏ ở tiêu đề các cột ở bảng dưới đây.
| IBO lần thứ | Địa điểm                                                 | Học sinh               | Trường                                                   | Giải thưởng | Điểm số     | Vị trí toàn đoàn |
| ----------- | -------------------------------------------------------- | ---------------------- | -------------------------------------------------------- | ----------- | ----------- | ---------------- |
| 7 (1996)    | Artek, Ukraine                                           | Trương Mỹ Hạnh         |                                                          | Bằng khen   | 210.5       | 60               |
| 7 (1996)    | Artek, Ukraine                                           | Bùi Thanh Vân          |                                                          | Bằng khen   | 202.89      | 65               |
| 7 (1996)    | Artek, Ukraine                                           | Phạm Việt Phương       | THPT chuyên Lương Văn Tụy, Ninh Bình                     | Bằng khen   | 183.87      | 75               |
| 7 (1996)    | Artek, Ukraine                                           | Nghiêm Việt Hải        |                                                          | Bằng khen   | 172.42      | 81               |
| 8 (1997)    | Ashgabad, Turkmenistan                                   | Phạm Việt Phương       | THPT chuyên Lương Văn Tụy, Ninh Bình                     | HCB         | 92.35       | 35               |
| 8 (1997)    | Ashgabad, Turkmenistan                                   | Trương Mỹ Hạnh Trâm    |                                                          | HCĐ         | 91.85       | 37               |
| 8 (1997)    | Ashgabad, Turkmenistan                                   | Nguyễn Biên Thùy       | THPT chuyên Hà Nội – Amsterdam                           | HCĐ         | 91.85       | 38               |
| 8 (1997)    | Ashgabad, Turkmenistan                                   | Trần Bích Ngọc         | THPT chuyên Hà Nội – Amsterdam                           | HCĐ         | 86.3        | 49               |
| 9 (1998)    | Kiel, Đức                                                | Chu Văn Trung          | THPT chuyên Lê Hồng Phong, Nam Định                      | HCĐ         | 126,5       | 81               |
| 9 (1998)    | Kiel, Đức                                                | Vũ                     |                                                          | Bằng khen   | 113,5       | 98               |
| 9 (1998)    | Kiel, Đức                                                | Nguyễn Thị Thu Hương   |                                                          | Bằng khen   | 108,5       | 105              |
| 9 (1998)    | Kiel, Đức                                                | Nguyễn Văn Duy         |                                                          | Bằng khen   | 107         | 108              |
| 10 (1999)   | Uppsala, Thụy Điển                                       | Trần Đức Long          |                                                          | HCĐ         | 162         | 71               |
| 10 (1999)   | Uppsala, Thụy Điển                                       | Nguyễn Quốc Trung      |                                                          | Bằng khen   | 137         | 100              |
| 10 (1999)   | Uppsala, Thụy Điển                                       | Trần Công Tú           |                                                          | Bằng khen   | 137         | 100              |
| 10 (1999)   | Uppsala, Thụy Điển                                       | Nguyễn Thị Thu Hoài    |                                                          | Bằng khen   | 133         | 105              |
| 11 (2000)   | Antalya, Thổ Nhĩ Kỳ                                      | Trương Quang Huy       | THPT chuyên Tiền Giang, Tiền Giang                       | HCV         | 233,82      | 7                |
| 11 (2000)   | Antalya, Thổ Nhĩ Kỳ                                      | Trần Công Tú           | THPT chuyên Lê Hồng Phong, Nam Định                      | HCĐ         | 203,62      | 69               |
| 11 (2000)   | Antalya, Thổ Nhĩ Kỳ                                      | Nguyễn Thị Thanh       |                                                          | Bằng khen   | 191,87      | 97               |
| 11 (2000)   | Antalya, Thổ Nhĩ Kỳ                                      | Nguyễn Thị Phú         | THPT chuyên Vĩnh Phúc, Vĩnh Phúc                         | Bằng khen   | 175,56      | 135              |
| 12 (2001)   | Brussels, Bỉ                                             | Trương Liêm            |                                                          | HCB         | 76,16       | 21               |
| 12 (2001)   | Brussels, Bỉ                                             | Nguyễn Hoàng Châu      |                                                          | HCĐ         | 67,43       | 54               |
| 12 (2001)   | Brussels, Bỉ                                             | Nguyễn Anh Vũ          |                                                          | HCĐ         | 66,92       | 58               |
| 12 (2001)   | Brussels, Bỉ                                             | Nguyễn Kim Nữ Thảo     |                                                          | HCĐ         | 60,28       | 90               |
| 13 (2002)   | Jurmala, Latvia                                          | Nguyễn Tuấn Anh        | THPT chuyên Lương Văn Tụy, Ninh Bình                     | HCĐ         | 194.5       | 60               |
| 13 (2002)   | Jurmala, Latvia                                          | Nguyễn Văn Nhượng      |                                                          | HCĐ         | 191.5       | 78               |
| 13 (2002)   | Jurmala, Latvia                                          | Nguyễn Thị Thùy Dương  |                                                          | Bằng khen   | 147         | 110              |
| 13 (2002)   | Jurmala, Latvia                                          | Lê Thị Thu Trang       |                                                          | Bằng khen   | 140         | 119              |
| 14 (2003)   | Minsk, Belarus                                           | Nguyễn Bình Minh       | THPT chuyên Hà Nội – Amsterdam                           | HCĐ         | 644.61      | 73               |
| 14 (2003)   | Minsk, Belarus                                           | Nguyễn Thị Thùy Dương  | THPT chuyên Vĩnh Phúc, Vĩnh Phúc                         | HCĐ         | 633.64      | 77               |
| 14 (2003)   | Minsk, Belarus                                           | Trần Thu Hương         | THPT chuyên KHTN, ĐHQG Hà Nội                            | HCĐ         | 614.02      | 83               |
| 14 (2003)   | Minsk, Belarus                                           | Nguyễn Minh Hường      | THPT chuyên KHTN, ĐHQG Hà Nội                            | HCĐ         | 605.28      | 86               |
| 15 (2004)   | Brisbane, Úc                                             | Trịnh Quỳnh Mai        |                                                          | Bằng khen   | 94.24       | 101              |
| 15 (2004)   | Brisbane, Úc                                             | Trần Thị Hương Trà     |                                                          | Bằng khen   | 94.21       | 102              |
| 15 (2004)   | Brisbane, Úc                                             | Nguyễn Văn Phi         |                                                          | Bằng khen   | 93.43       | 105              |
| 15 (2004)   | Brisbane, Úc                                             | Nguyễn Quang Huy       |                                                          | Bằng khen   | 74.67       | 145              |
| 16 (2005)   | Bắc Kinh, Trung Quốc                                     | Nguyễn Thị Kim Ngân    | THPT chuyên Hà Nội – Amsterdam                           | HCB         | 114.051     | 45               |
| 16 (2005)   | Bắc Kinh, Trung Quốc                                     | Nghiêm Việt Dũng       | THPT chuyên KHTN, ĐHQG Hà Nội                            | HCĐ         | 108.093     | 72               |
| 16 (2005)   | Bắc Kinh, Trung Quốc                                     | Lưu Thanh Thủy         | THPT chuyên Hà Nội – Amsterdam (lớp 11 chuyên Sinh)      | HCĐ         | 103.127     | 95               |
| 16 (2005)   | Bắc Kinh, Trung Quốc                                     | Đỗ Thị Hồng Vân        | THPT chuyên KHTN, ĐHQG Hà Nội                            | HCĐ         | 101.746     | 107              |
| 17 (2006)   | Rio Cuarto, Argentina                                    | Lưu Thanh Thủy         | THPT chuyên Hà Nội – Amsterdam (lớp 12 chuyên Sinh)      | HCĐ         | 65,77744557 | 63               |
| 17 (2006)   | Rio Cuarto, Argentina                                    | Phạm Duy               | THPT chuyên KHTN, ĐHQG Hà Nội                            | HCĐ         | 61,98988478 | 79               |
| 17 (2006)   | Rio Cuarto, Argentina                                    | Trần Thị Thu Thủy      | THPT chuyên KHTN, ĐHQG Hà Nội                            | HCĐ         | 60,39696912 | 85               |
| 17 (2006)   | Rio Cuarto, Argentina                                    | Nguyễn Quỳnh Giang     | THPT chuyên Vĩnh Phúc, Vĩnh Phúc                         | HCĐ         | 59,20091202 | 94               |
| 18 (2007)   | Saskatoon, Canada                                        | Lê Thị Hồng Phương     | THPT chuyên Hà Nội – Amsterdam                           | HCB         | 110,33      | 51               |
| 18 (2007)   | Saskatoon, Canada                                        | Dương Thị Thu Phương   | THPT chuyên KHTN, ĐHQG Hà Nội                            | HCĐ         | 100,21      | 102              |
| 18 (2007)   | Saskatoon, Canada                                        | Lê Hoàng Bích Nga      | THPT chuyên KHTN, ĐHQG Hà Nội                            | Bằng khen   | 94.09       | 133              |
| 18 (2007)   | Saskatoon, Canada                                        | Phạm Anh Đức           | THPT chuyên KHTN, ĐHQG Hà Nội                            | Bằng khen   | 78.72       | 170              |
| 19 (2008)   | Mumbai, Ấn Độ                                            | Nguyễn Mạnh Linh       | THPT chuyên Vĩnh Phúc, Vĩnh Phúc                         | HCĐ         | 53.18       | 78               |
| 19 (2008)   | Mumbai, Ấn Độ                                            | Hà Kim Long            | THPT chuyên Hà Nội – Amsterdam                           | HCĐ         | 51.94       | 93               |
| 19 (2008)   | Mumbai, Ấn Độ                                            | Nguyễn Ngọc Lam        | THPT chuyên Trần Phú, Hải Phòng                          | HCĐ         | 48.96       | 125              |
| 19 (2008)   | Mumbai, Ấn Độ                                            | Trần Phương Nga        | THPT chuyên Thái Nguyên, Thái Nguyên                     | Bằng khen   | 40.4        | 190              |
| 20 (2009)   | Tsukuba, Nhật Bản                                        | Nguyễn Thị Thùy Trang  | THPT chuyên KHTN, ĐHQG Hà Nội                            | HCB         | 112.95      | 57               |
| 20 (2009)   | Tsukuba, Nhật Bản                                        | Lê Thùy Dương          | THPT chuyên Hà Nội – Amsterdam                           | HCĐ         | 103.13      | 99               |
| 20 (2009)   | Tsukuba, Nhật Bản                                        | Nguyễn Thị Như Quỳnh   | THPT chuyên Lam Sơn, Thanh Hóa                           | HCĐ         | 101.19      | 114              |
| 20 (2009)   | Tsukuba, Nhật Bản                                        | Dương Thu Hương        | THPT chuyên Trần Phú, Hải Phòng                          | HCĐ         | 98.71       | 126              |
| 21 (2010)   | Changwon, Hàn Quốc                                       | Cao Bảo Anh            | Phổ thông Năng khiếu, ĐHQG TP HCM                        | HCB         | 56.871      | 61               |
| 21 (2010)   | Changwon, Hàn Quốc                                       | Bùi Thùy Anh           | THPT chuyên Hà Nội – Amsterdam                           | HCB         | 56.576      | 64               |
| 21 (2010)   | Changwon, Hàn Quốc                                       | Vũ Thị Ngọc Oanh       | THPT chuyên Đại học Sư phạm Hà Nội                       | HCĐ         | 50.969      | 116              |
| 21 (2010)   | Changwon, Hàn Quốc                                       | Đào Hải Yến            |                                                          | Bằng khen   | 46.283      | 153              |
| 22 (2011)   | Đài Loan                                                 | Nguyễn Trung Kiên      | THPT chuyên Đại học Sư phạm Hà Nội                       | HCĐ         | 103.47      | 101              |
| 22 (2011)   | Đài Loan                                                 | Nguyễn Thu Trang       | THPT chuyên Lê Hồng Phong, Nam Định (lớp 11 chuyên Sinh) | HCĐ         | 102.79      | 107              |
| 22 (2011)   | Đài Loan                                                 | Trương Thị Phương Thảo | THPT chuyên Lê Quý Đôn, Đà Nẵng                          | HCĐ         | 102.45      | 113              |
| 22 (2011)   | Đài Loan                                                 | Đặng Thu Trang         | THPT chuyên Lê Hồng Phong, Nam Định                      | Bằng khen   | 92.96       | 158              |
| 23 (2012)   | Singapore                                                | Nguyễn Thu Trang       | THPT chuyên Lê Hồng Phong, Nam Định (lớp 12 chuyên Sinh) | HCB         | 113.38      | 58               |
| 23 (2012)   | Singapore                                                | Nguyễn Thị Hải Anh     | THPT chuyên Vĩnh Phúc, Vĩnh Phúc (lớp 11 chuyên Sinh)    | HCĐ         | 106.58      | 96               |
| 23 (2012)   | Singapore                                                | Nguyễn Thị Ngọc Hồng   | THPT chuyên Đại học Sư phạm Hà Nội                       | HCĐ         | 104.24      | 110              |
| 23 (2012)   | Singapore                                                | Trần Đức Huy           | THPT chuyên Lê Hồng Phong, Nam Định                      | HCĐ         | 97.85       | 141              |
| 24 (2013)   | Bern, Thụy Sĩ                                            | Nguyễn Quang Huy       | THPT chuyên KHTN, ĐHQG Hà Nội                            | HCĐ         | 0,855       | 89               |
| 24 (2013)   | Bern, Thụy Sĩ                                            | Nguyễn Thị Hải Anh     | THPT chuyên Vĩnh Phúc, Vĩnh Phúc (lớp 12 chuyên Sinh)    | HCĐ         | 0,183       | 118              |
| 24 (2013)   | Bern, Thụy Sĩ                                            | Nguyễn Nhật Anh        | THPT chuyên Hà Nội – Amsterdam                           | HCĐ         | 0,100       | 123              |
| 24 (2013)   | Bern, Thụy Sĩ                                            | Nguyễn Thị Phương Diệp | THPT chuyên Đại học Sư phạm Hà Nội                       | HCĐ         | 0,035       | 134              |
| 25 (2014)   | Bali, Indonesia                                          | Lê Thị Nguyệt Hằng     | THPT chuyên Lê Quý Đôn, Đà Nẵng (lớp 11 chuyên Sinh)     | HCB         | 51.2508     | 63               |
| 25 (2014)   | Bali, Indonesia                                          | Phạm Minh Đức          | THPT chuyên Lê Hồng Phong, Nam Định (lớp 11 chuyên Toán) | HCĐ         | 50.9295     | 77               |
| 25 (2014)   | Bali, Indonesia                                          | Trần Lê Quốc Khánh     | THPT chuyên Lê Hồng Phong, TPHCM                         | HCĐ         | 50.3191     | 103              |
| 25 (2014)   | Bali, Indonesia                                          | Đào Trọng Doanh        | THPT chuyên Trần Phú, Hải Phòng                          | HCĐ         | 49.6204     | 139              |
| 26 (2015)   | Aarhus, Đan Mạch                                         | Lê Thị Nguyệt Hằng     | THPT chuyên Lê Quý Đôn, Đà Nẵng (lớp 12 chuyên Sinh)     | HCB         | 294.87      | 47               |
| 26 (2015)   | Aarhus, Đan Mạch                                         | Phạm Minh Đức          | THPT chuyên Lê Hồng Phong, Nam Định (lớp 12 chuyên Toán) | HCĐ         | 277.24      | 76               |
| 26 (2015)   | Aarhus, Đan Mạch                                         | Lê Xuân Lương          | THPT chuyên KHTN, ĐHQG Hà Nội (lớp 11 chuyên Sinh)       | HCĐ         | 255.36      | 116              |
| 26 (2015)   | Aarhus, Đan Mạch                                         | Phạm Thị Yến Ngọc      | THPT chuyên Lam Sơn, Thanh Hóa                           | Bằng khen   | 229.45      | 164              |
| 27 (2016)   | Hà Nội, Việt Nam                                         | Vũ Thị Chinh           | THPT chuyên KHTN, ĐHQG Hà Nội                            | HCV         | 81.59       | 17               |
| 27 (2016)   | Hà Nội, Việt Nam                                         | Lê Thị Hồng Hoa        | THPT chuyên Hà Nội – Amsterdam                           | HCB         | 70.22       | 40               |
| 27 (2016)   | Hà Nội, Việt Nam                                         | Nguyễn Ngọc Minh Hải   | THPT chuyên Hạ Long, Quảng Ninh                          | HCĐ         | 51.06       | 117              |
| 27 (2016)   | Hà Nội, Việt Nam                                         | Nguyễn Đắc Hiếu        | THPT chuyên Lam Sơn,Thanh Hoá                            | HCĐ         | 49.27       | 128              |
| 28 (2017)   | Coventry, Anh                                            | Trương Đông Hưng       | THPT chuyên Quốc Học, Huế                                | HCV         | 73.52       | 22               |
| 28 (2017)   | Coventry, Anh                                            | Dương Tiến Quang Huy   | THPT chuyên Lam Sơn, Thanh Hoá                           | HCB         | 66.31       | 51               |
| 28 (2017)   | Coventry, Anh                                            | Nguyễn Phương Thảo     | THPT chuyên KHTN, ĐHQG Hà Nội (lớp 11 chuyên Sinh)       | HCB         | 65.22       | 54               |
| 28 (2017)   | Coventry, Anh                                            | Nguyễn Huyền Hương     | THPT chuyên Trần Phú, Hải Phòng                          | Không       | 29.06       | 209              |
| 29 (2018)   | Shiraz, Iran                                             | Nguyễn Phương Thảo     | THPT chuyên KHTN, ĐHQG Hà Nội (lớp 12 chuyên Sinh)       | HCV         | 98.13       | 1                |
| 29 (2018)   | Shiraz, Iran                                             | Trần Thị Minh Anh      | THPT chuyên Trần Phú, Hải Phòng                          | HCV         | 84.84       | 9                |
| 29 (2018)   | Shiraz, Iran                                             | Hoàng Minh Trung       | THPT chuyên Lam Sơn, Thanh Hóa (lớp 11 chuyên Sinh)      | HCV         | 79.32       | 19               |
| 29 (2018)   | Shiraz, Iran                                             | Hoàng Văn Đông         | THPT chuyên Nguyễn Trãi, Hải Dương                       | HCB         | 63.48       | 67               |
| 30 (2019)   | Szeged, Hungary                                          | Hoàng Minh Trung       | THPT chuyên Lam Sơn, Thanh Hóa (lớp 12 chuyên Sinh)      | HCB         | 120.20      | 45               |
| 30 (2019)   | Szeged, Hungary                                          | Dương Tùng Lâm         | THPT chuyên Phan Bội Châu, Nghệ An                       | HCĐ         | 108.65      | 92               |
| 30 (2019)   | Szeged, Hungary                                          | Hà Vũ Huyền Linh       | THPT chuyên KHTN, ĐHQG Hà Nội (lớp 11 chuyên Sinh)       | HCĐ         | 107.91      | 94               |
| 30 (2019)   | Szeged, Hungary                                          | Hoàng Thị Huyền Trang  | THPT chuyên Hùng Vương, Phú Thọ                          | HCĐ         | 100.02      | 143              |
| 31 (2020)   | Nagasaki, Nhật Bản (Thi online với tên IBO Challenge I)  | Hồ Việt Đức            | THPT chuyên Quốc Học, Huế                                | HCV         | N/A         | N/A              |
| 31 (2020)   | Nagasaki, Nhật Bản (Thi online với tên IBO Challenge I)  | Đồng Ngọc Hà           | THPT chuyên KHTN, ĐHQG Hà Nội (lớp 12 chuyên Lý)         | HCB         | N/A         | N/A              |
| 31 (2020)   | Nagasaki, Nhật Bản (Thi online với tên IBO Challenge I)  | Hà Vũ Huyền Linh       | THPT chuyên KHTN, ĐHQG Hà Nội (lớp 12 chuyên Sinh)       | HCĐ         | N/A         | N/A              |
| 31 (2020)   | Nagasaki, Nhật Bản (Thi online với tên IBO Challenge I)  | Nguyễn Thị Thu Nga     | THPT chuyên Hùng Vương, Phú Thọ (lớp 11 chuyên Sinh)     | Bằng khen   | N/A         | N/A              |
| 32 (2021)   | Lisbon, Bồ Đào Nha (Thi online với tên IBO Challenge II) | Đặng Lê Minh Khang     | THPT chuyên Lý Tự Trọng, Cần Thơ                         | HCV         | N/A         | N/A              |
| 32 (2021)   | Lisbon, Bồ Đào Nha (Thi online với tên IBO Challenge II) | Nguyễn Thị Thu Nga     | THPT chuyên Hùng Vương, Phú Thọ (lớp 12 chuyên Sinh)     | HCB         | N/A         | N/A              |
| 32 (2021)   | Lisbon, Bồ Đào Nha (Thi online với tên IBO Challenge II) | Hà Mạnh Duy            | THPT chuyên Vĩnh Phúc, Vĩnh Phúc                         | HCB         | N/A         | N/A              |
| 32 (2021)   | Lisbon, Bồ Đào Nha (Thi online với tên IBO Challenge II) | Võ Tiến Thành          | THPT chuyên Hùng Vương, Phú Thọ (lớp 11C1)               | HCĐ         | N/A         | N/A              |
| 33 (2022)   | Yerevan, Armenia                                         | Trương Văn Quốc Đạt    | THPT chuyên Quốc Học, Huế                                | HCB         | 62.392      | 64               |
| 33 (2022)   | Yerevan, Armenia                                         | Nguyễn Phúc Lâm        | THPT chuyên Quang Trung, Bình Phước (lớp 12 chuyên Toán) | HCĐ         | 58.021      | 80               |
| 33 (2022)   | Yerevan, Armenia                                         | Võ Tiến Thành          | THPT chuyên Hùng Vương, Phú Thọ (lớp 12C1)               | HCĐ         | 57.068      | 85               |
| 33 (2022)   | Yerevan, Armenia                                         | Đỗ Trọng Phước Nguyên  | THPT chuyên Lý Tự Trọng, Cần Thơ (lớp 11 chuyên Toán)    | HCĐ         | 54.762      | 97               |
| 34 (2023)   | Al Ain, UAE                                              | Nguyễn Tiến Lộc        | THPT chuyên KHTN, ĐHQG Hà Nội (lớp 11 chuyên Sinh)       | HCB         | 121.9629079 | 35               |
| 34 (2023)   | Al Ain, UAE                                              | Trần Phạm Mạnh         | THPT chuyên KHTN, ĐHQG Hà Nội                            | HCĐ         | 110.3737837 | 95               |
| 34 (2023)   | Al Ain, UAE                                              | Vũ Thế Anh             | THPT chuyên Vĩnh Phúc, Vĩnh Phúc                         | HCĐ         | 107.0655857 | 107              |

| 35 (2024) | Astana, Kazakhstan       | Đặng Tuấn Anh         | THPT Chu Văn An, Hà Nội (lớp 12)                | HCV | 136.1569185 | 17  |
| 35 (2024) | Astana, Kazakhstan       | Nguyễn Tiến Lộc       | THPT chuyên KHTN, ĐHQG Hà Nội (lớp 12)          | HCV | 133.2369872 | 26  |
| 35 (2024) | Astana, Kazakhstan       | Nguyễn Sĩ Hiếu        | THPT chuyên Trần Phú, Hải Phòng (lớp 12)        | HCV | 132.6322255 | 27  |
| 35 (2024) | Astana, Kazakhstan       | Hồ Đức Trung          | THPT chuyên Quốc học, Huế (lớp 12)              | HCB | 129.0276208 | 36  |
| 36 (2025) | Quezon City, Philippines | Nguyễn Lương Thái Duy | THPT chuyên Hà Nội – Amsterdam, Hà Nội (lớp 11) | HCV | 88.32       | 8   |
| 36 (2025) | Quezon City, Philippines | Nguyễn Hữu Thành      | THPT chuyên Trần Phú, Hải Phòng (lớp 12)        | HCB | 80.88       | 37  |
| 36 (2025) | Quezon City, Philippines | Bùi Hoàng Đại Dương   | THPT chuyên Quốc học, Huế (lớp 12)              | HCB | 79.35       | 43  |
| 36 (2025) | Quezon City, Philippines | Lê Hoàng Kiều Anh     | THPT chuyên Hà Nội – Amsterdam, Hà Nội (lớp 12) | HCĐ | 69.31       | 104 |